# Tokanui
La ville de Tokanui est une petite localité de la portion est de la région du Southland située dans l’Île du Sud de la Nouvelle-Zélande.

## Situation
Elle est localisée sur le trajet de la Southern Scenic Route (en) à environ 55 km à l’est de la cité d’Invercargill et 109 km au sud-ouest de la ville de Balclutha.

## Accès
Tokanui était aussi le terminus est de la branche de tokonui (en) de la ligne de chemin de fer opérant à partir d’Invercargill.

## Population
La ville fait partie de la circonscription de la baie de Toetoes pour Statistics New Zealand. En 2001, le secteur avait 1 659 habitants.